# Football Club Bâle (féminines)
Pour les articles homonymes, voir FCB.
Maillots
Actualités
Le FC Bâle est un club de football féminin fondé en 2009 et situé à Bâle, dans le canton du même nom, en Suisse. C'est la section féminine du FC Bâle.

## Histoire
L'équipe féminine du FC Bâle est créée en 2009, de par l'absorption de l'équipe féminine du FC Concordia Bâle. Le FC Bâle joue son premier match de championnat de Suisse à domicile lors de la saison 2009-2010 contre le FC Zurich.

## Palmarès
- Championnat de Suisse : 
  - Vice-champion (3) : 2013, 2015 et 2018
- Coupe de Suisse : 
  - Vainqueur (1) : 2014
  - Finaliste (2) : 2013 et 2015

## Parcours européen
Le club compte une participation en Ligue des champions, lors de la saison 2018-2019. Les Bâloises sont éliminées en phase de qualification.